# Cladardis elongatula
Cladardis elongatula är en stekelart som först beskrevs av Kllug 1817.  Cladardis elongatula ingår i släktet Cladardis, och familjen bladsteklar. Arten är reproducerande i Sverige.